# Drapérie

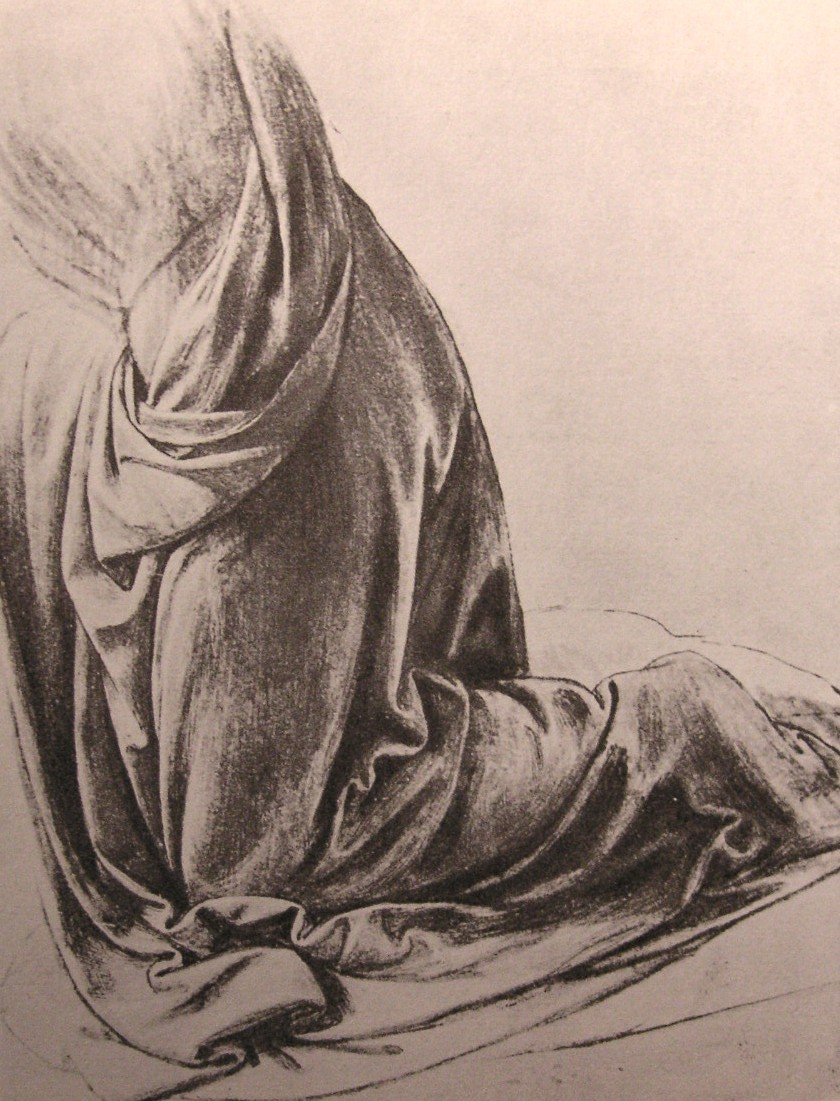
Studie drapérie, kresba, Leonardo da Vinci

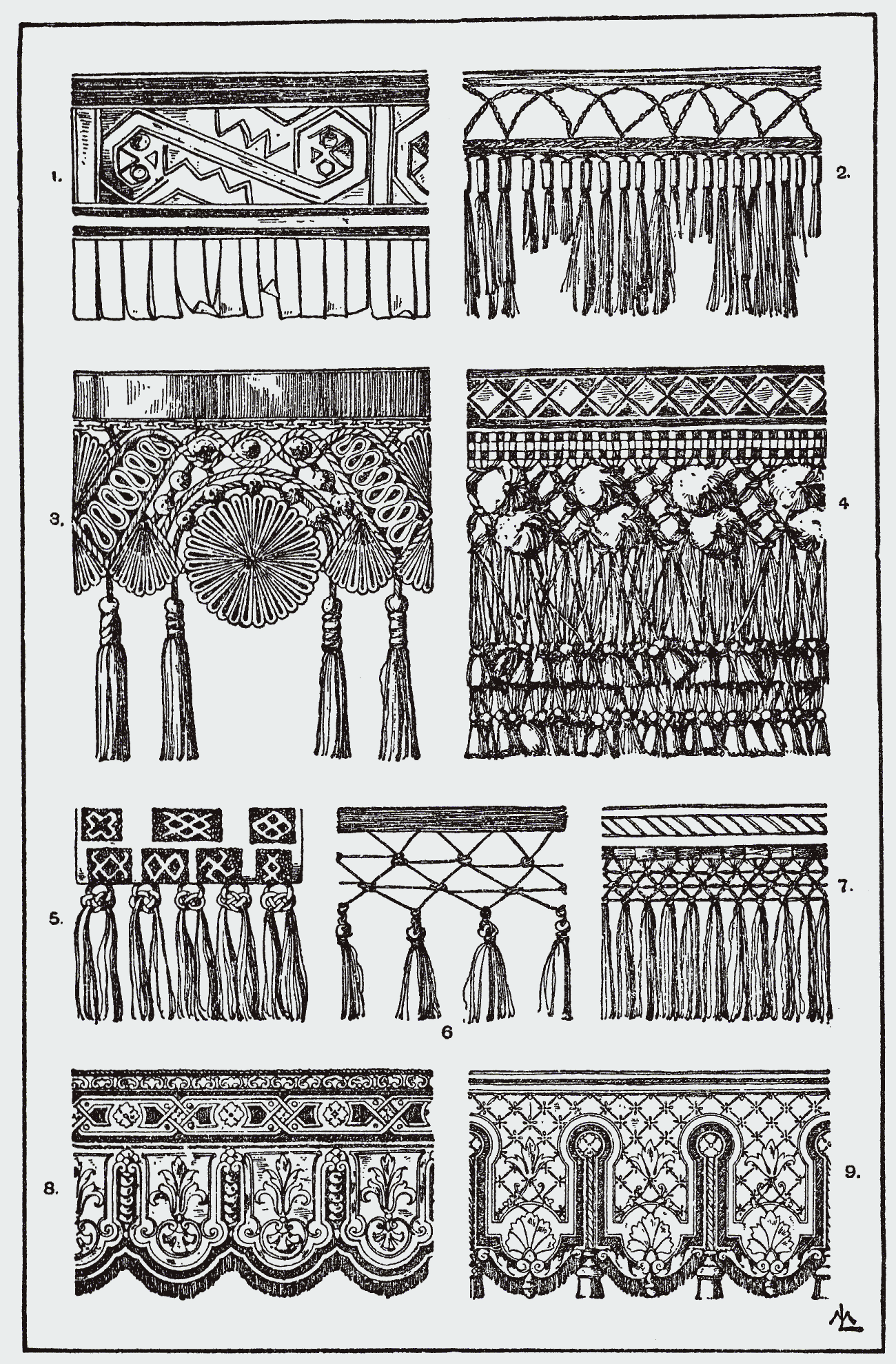
Vzorník drapérií jako ornamentů (1898)

Drapérie (z franc. drap, látka, sukno) znamená ve výtvarném umění jednak použití textilních látek k uměleckému zdobení, zejména jejich nápodobu v nástěnné malbě, v řezbářství a štukatérství, jednak v dějinách umění umělecké ztvárnění látek a obleků na sochách a malbách, případně při kresbě a malbě zátiší.

## Ozdoba
Užití látek jako obleků a jako ozdoby při slavnostech a svátcích má velmi starou historii, o níž se však dozvídáme většinou jen z vyobrazení nebo ze soch a plastik. Starší řecké sochařství zobrazovalo postavy zpravidla oblečené a na sochách archaické doby se zřasenému oblečení věnovala veliká pozornost. Také na náhrobcích a pomnících se vyskytují zřasené látkové závěsy, vytesané z kamene. Stylizované látkové závěsy byly oblíbený motiv nástěnných maleb v raném a vrcholném středověku i v pozdějších dobách.
Dodnes se zachovaly bohatě zdobené závěsy z těžkých látek se zlatými šňůrami a třapci v barokních kostelích, například v Oseku u Duchcova nebo na hrobě sv. Jana Nepomuckého ve svatovítské katedrále v Praze. Od 15. století se vyskytují také dokonale napodobené kamenné nebo dřevěné drapérie, které se pak v barokní době staly oblíbeným ornamentem. Vyskytují se často velmi zjednodušené na oltářích a stříškách kazatelen, ale také na fasádách paláců a městských domů.

## Dějiny umění
V dějinách umění je drapérie jakožto umělecké ztvárnění látkových partií soch, obrazů a kreseb důležitým stylovým prvkem, podle něhož se určuje stáří, původ a někdy i autor díla. Zatímco tvář nebo ruce postavy se obvykle zobrazují co nejvěrněji, aby je divák poznal a aby působily přirozeně, plastické i malířské zobrazení oděvu umožňuje daleko individuálnější přístup umělce. Různá období, slohy a školy si také vytvořily určitá pravidla a vzory, jak záhyby látky zobrazovat.

## Galerie

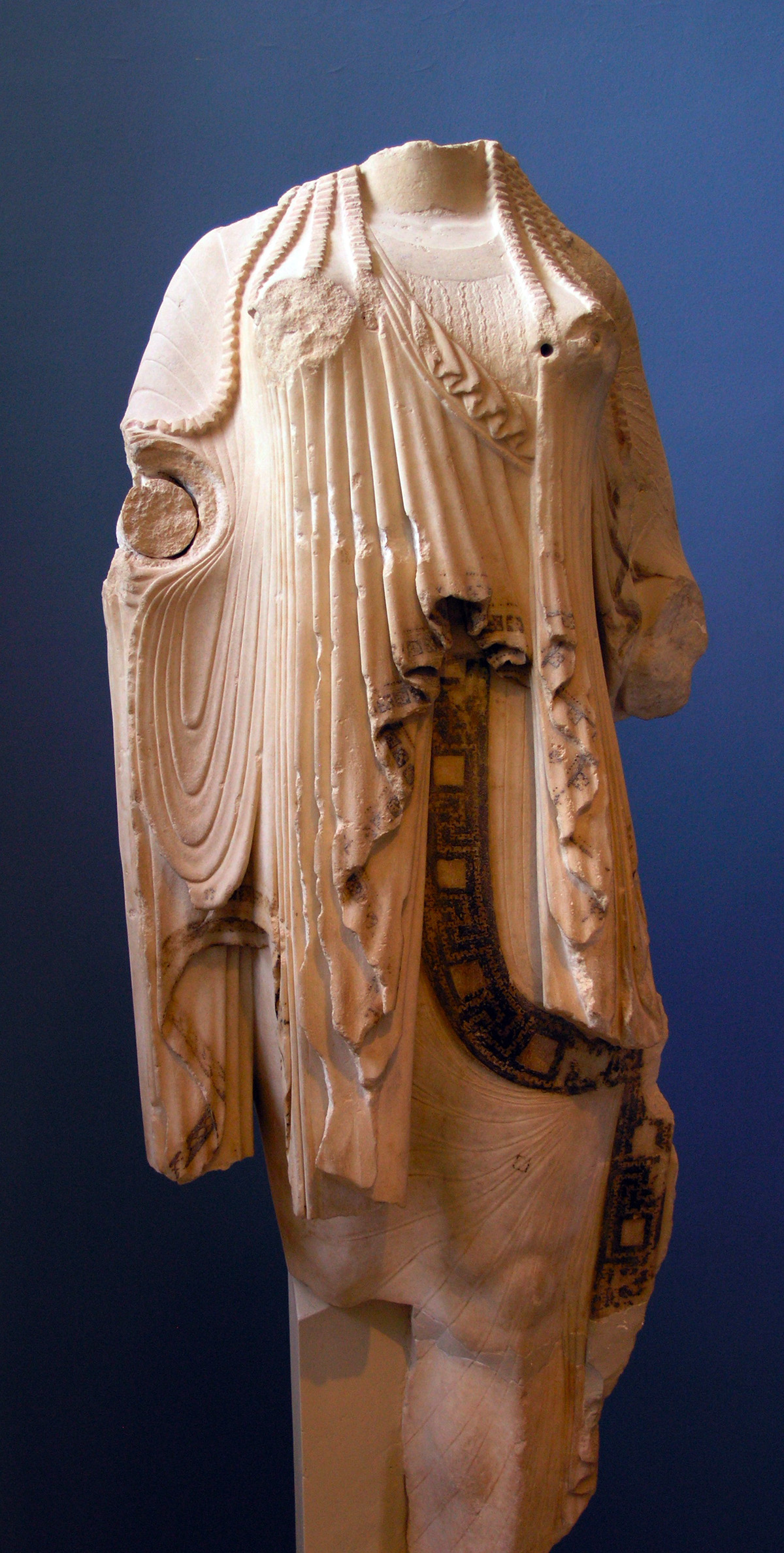
Archaická koré, 6. stol. př. n. l. (Athény, Muzeum Akropole)
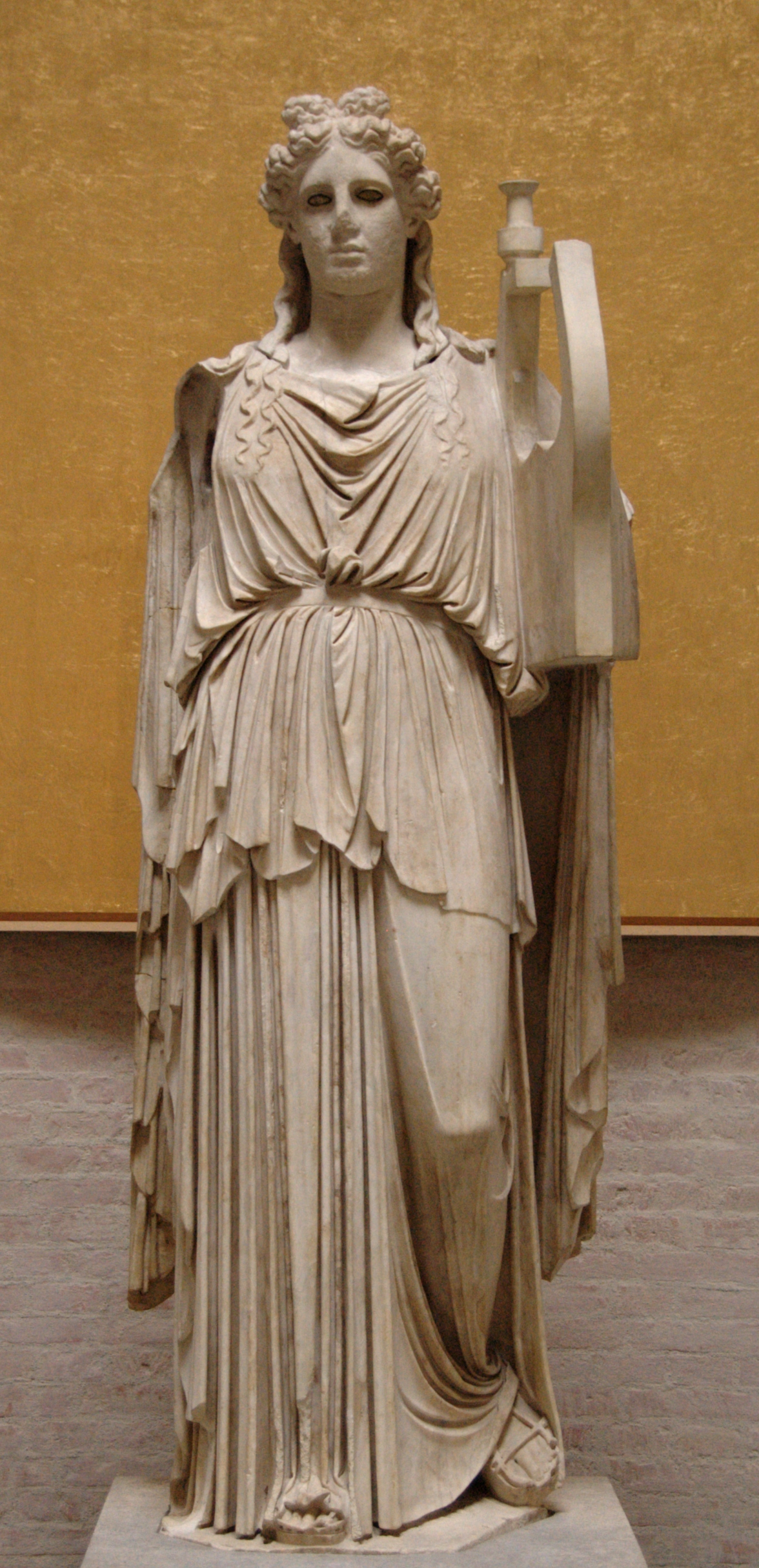
Apollón Barberini (-4. stol., římská kopie)
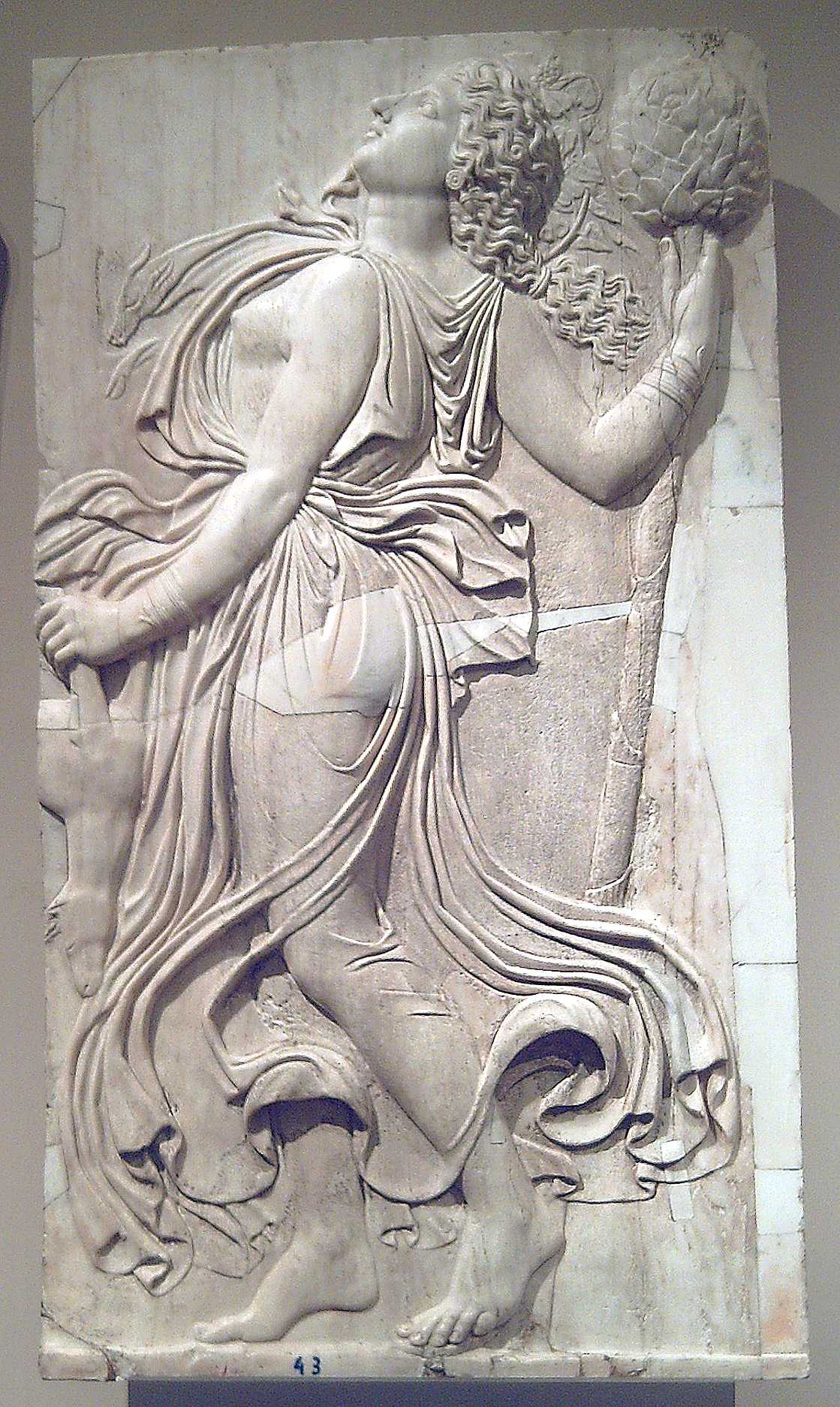
Tančící menáda (-4. stol., římská kopie)
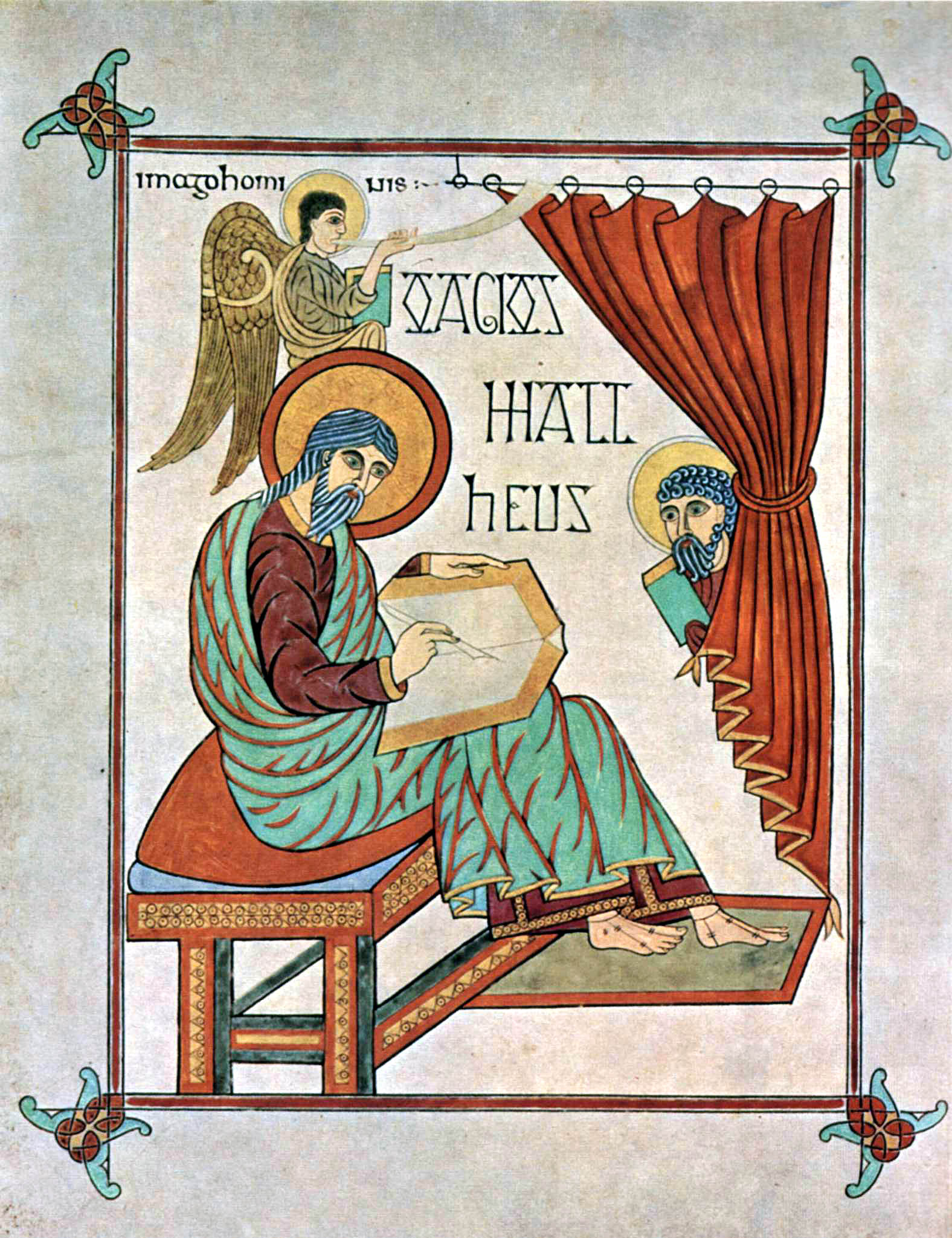
Sv. Matouš. Evangeliář z Lindsfarne, 7. stol.
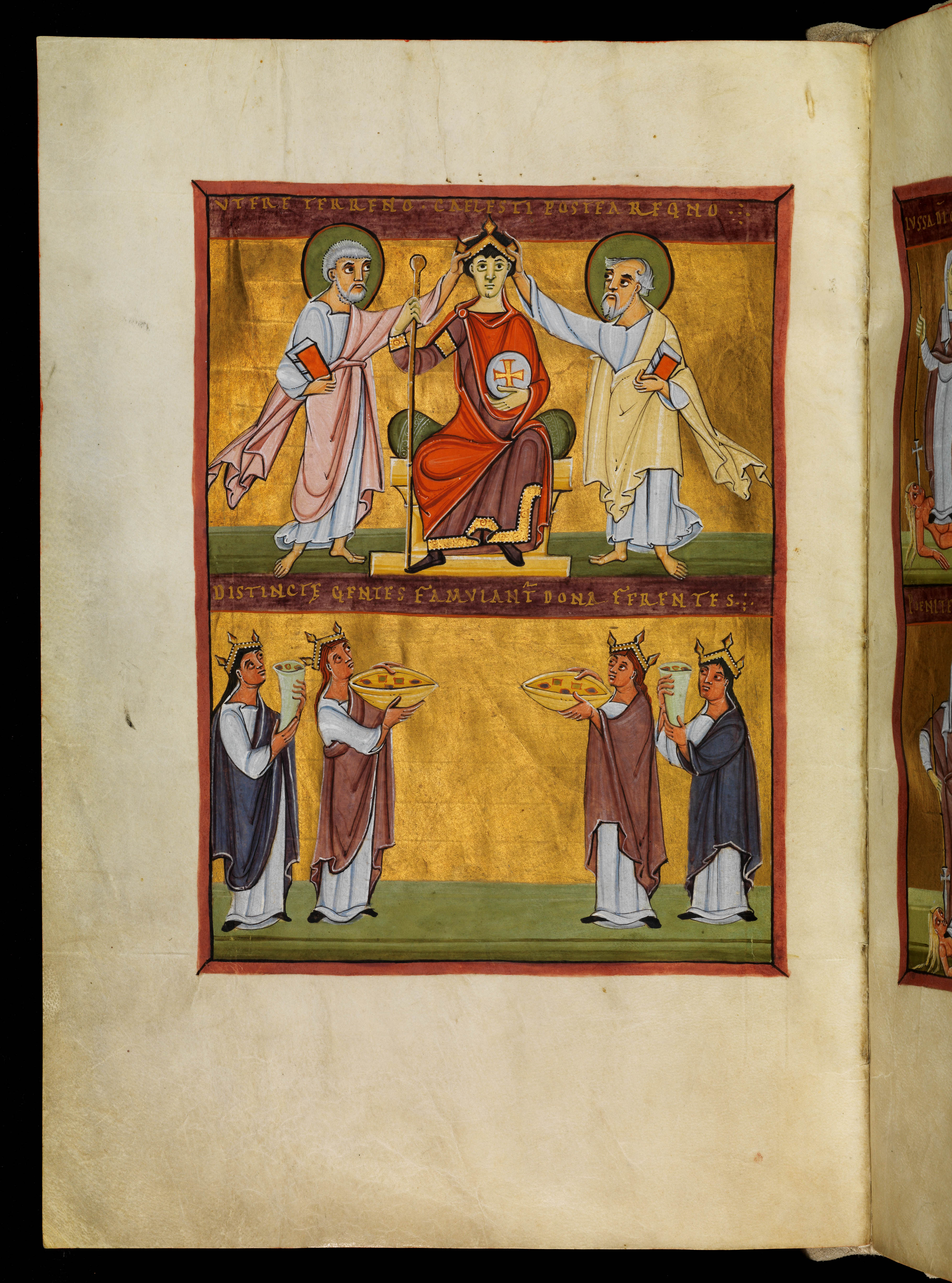
Korunovace Oty III. Bamberská apokalypsa, kolem 1000
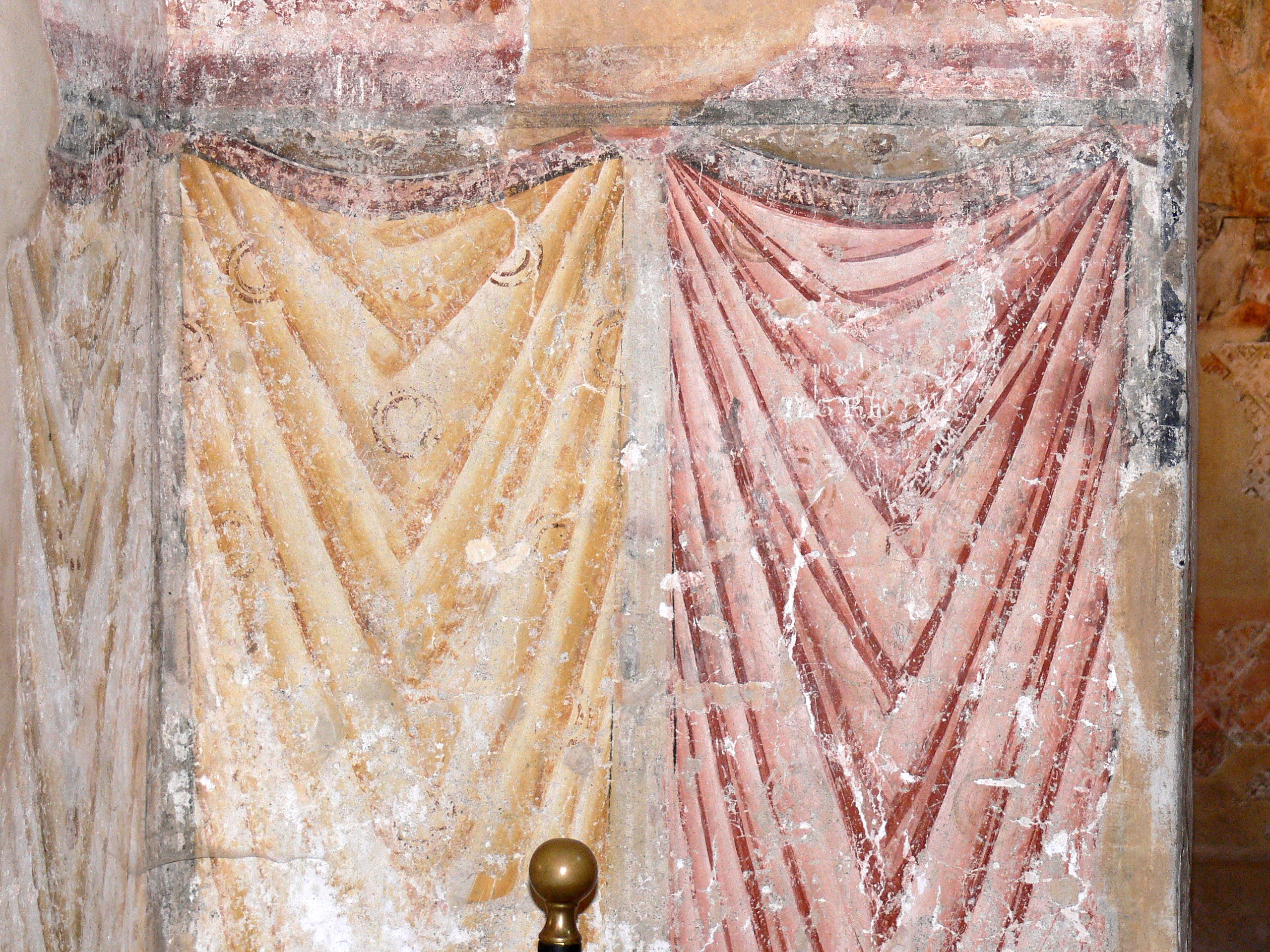
Fresková výzdoba kostela v Pürggu, 12. stol
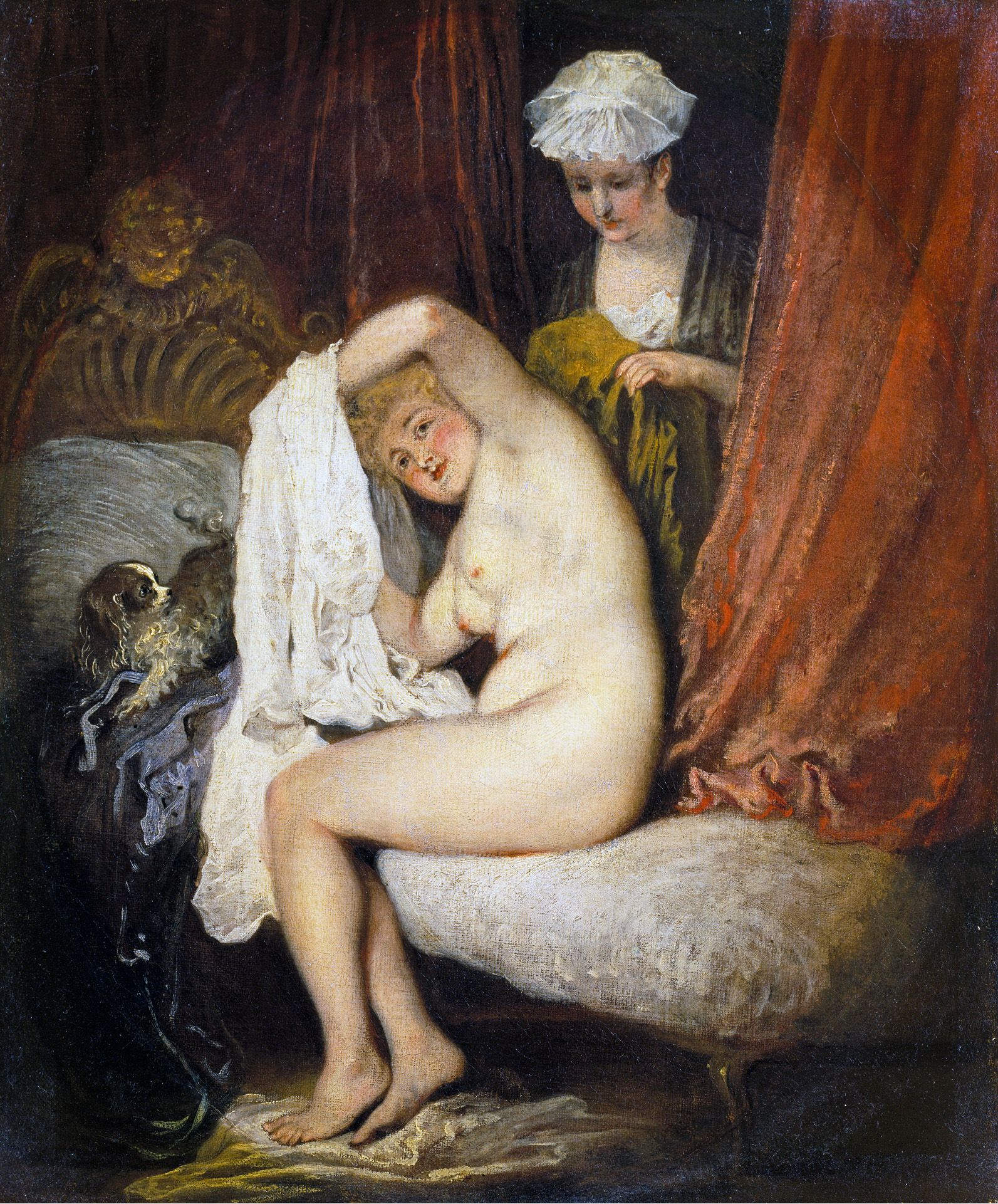
Antoine Watteau: Toaleta. (Asi 1717)
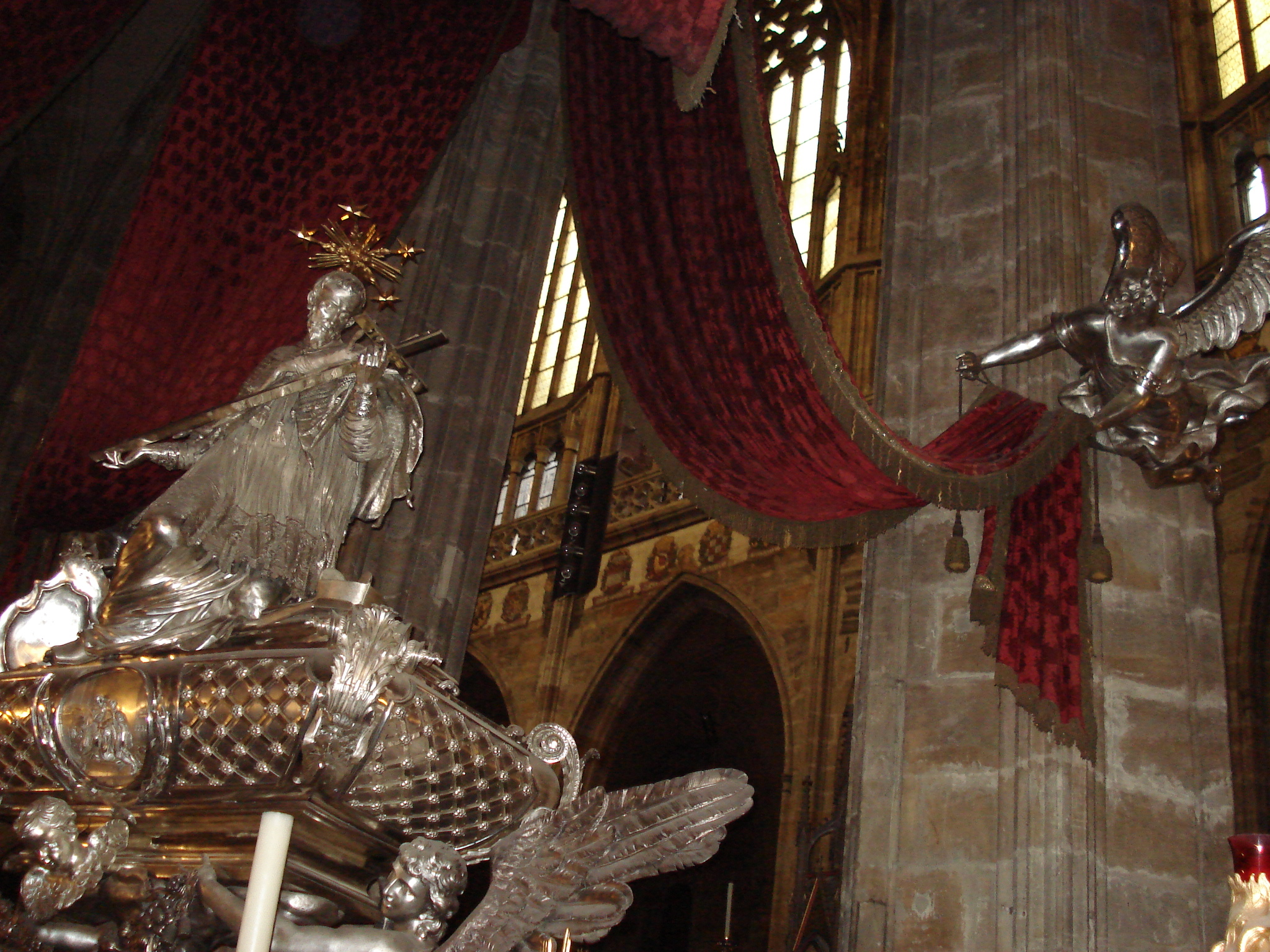
Drapérie na hrobě sv. Jana Nepomuckého (1736)